# Keinolansaari
Keinolansaari med Iso Lapiasaari och Pieni-Lapia är en ö i Finland. Den ligger i sjön Syväri och i kommunen Kuopio i den ekonomiska regionen  Kuopio ekonomiska region  och landskapet Norra Savolax, i den centrala delen av landet, 400 km nordost om huvudstaden Helsingfors. Öns area är 1,5 kvadratkilometer och dess största längd är 2,8 kilometer i nord-sydlig riktning.